# Secció d'hoquei sobre gel del Futbol Club Barcelona
La Secció d'hoquei gel del Futbol Club Barcelona nasqué el gener de 1972, sota la presidència d'Agustí Montal i Costa després de la construcció del Palau de Gel amb capacitat per 1.256 espectadors. El primer partit es jugà el 15 de setembre de 1972 davant d'un equip de la U.S. Navy, ancorada al Port de Barcelona, l'equip va guanyar 7-5. L'alineació per part del Barça va ser la següent : Henry Nadales, Tresserra, Cabestany, Raventós, Marín, Alberich, González, Guillem, Puig, Espresate i Calvo; Juany Wahlsten era jugador-entrenador i Alepuz feia de coach.
El primer títol que aconseguí fou la Copa del Rei de 1976. L'equip el formaven els següents jugadors : Cebrián, Marín, Serrano, Kubala, Lizárraga, Nadales, Mauri, Aguado, Puigbó, Espar, Pedró, Espresate, Codina, Alemany, Elies, Ortet, Comamala i Alberich.
L'any 1987 va guanyar la primera lliga, l'equip campió era format per : Leclerq, Serrano, Frank González, Regada, Crespi, McDonald, Kubala, Cubells, Aguado, Rodríguez, Boet, espinós, Badesa, C. Platz i A. Platz. Dos anys després, la junta directiva de Josep Lluís Núñez va suprimir l'equip sènior, deixant només els equips base i de formació. L'any 1990 el club va tornar a la màxima competició, destacant la temporada 1996-97 en què aconseguí el doblet (lliga i copa).

## Palmarès
Estatal (13)
- 7 Lliga espanyola d'hoquei gel: 1986-87, 1987-88, 1996-97, 2001-02, 2008-09, 2020-21, 2021-22
- 6 Copa espanyola d'hoquei gel: 1975-76, 1976-77, 1981-82, 1996-97, 2014-15, 2018-19